# Vadász-hegy
Vadász-hegy är en kulle i Ungern.   Den ligger i provinsen Budapest, i den centrala delen av landet, 8 km sydväst om huvudstaden Budapest. Toppen på Vadász-hegy är 219 meter över havet.
Terrängen runt Vadász-hegy är platt åt sydost, men åt nordväst är den kuperad. Runt Vadász-hegy är det tätbefolkat, med 493 invånare per kvadratkilometer. Närmaste större samhälle är Budapest, 7,7 km nordost om Vadász-hegy. Trakten runt Vadász-hegy består till största delen av jordbruksmark.